# Venutar
Venutar est un cheval trotteur français né en 1943 qui s'illustra dans les deux disciplines du trot (attelé et monté), réalisant le doublé Prix d'Amérique – Prix de Cornulier en 1949.

## Naissance et élevage
Venutar nait le 28 mai 1943 chez Georges Jard, en Vendée. Il est le fils de Piorin et de La Mareuillaise. Piorin avait notamment gagné le Prix Hémine en 1940 et avait pris la deuxième place du Prix Jacques Olry l'année suivante, ce qui compte tenu de la période mouvementée de la durée de sa carrière était honorable (beaucoup de courses annulées).

## Carrière de course
La génération 1943 est dans un premier temps nettement dominée par Voronoff, cheval de l'écurie de Charles-François Delecroix, importateur Mercédès et Jaguar en France. Venutar s'immisce dans les classiques attelés durant l'année 1947, se classant troisième du Critérium des 4 ans puis du Prix de Sélection. Il est deuxième la même année au monté dans les Prix du Président de la République et des Centaures. En 1948, il remporte les Prix de Normandie et des Centaures au trot monté.
Il réalise un meeting d'hiver 1948-1949 remarquable, gagnant successivement les Prix de Basly, de l'Île-de-France, d'Amérique et de Cornulier.

## Carrière au haras
Les Haras nationaux proposent à Gabriel Gousseau la somme de 3 250 000 FRF (117 097,5 EUR2023) pour l'acquisition de Venutar, offre que décline le propriétaire. Étalon tout au long des années 1950, Venutar ne s'illustre pas au haras, son seul fils lui faisant honneur étant Ilot du Marais devenu lui-même étalon. Ce vainqueur d'un Prix d'Amérique est vendu à un boucher en novembre 1962.

## Performances
Victoires en classiques :
- Prix de Normandie (monté) 1948
- Prix des Centaures (monté) 1948
- Prix d'Amérique (attelé) 1949
- Prix de Cornulier (monté) 1949

Victoires en semi-classiques :
- Prix Jules Lemonnier (monté) 1947
- Prix de Basly (monté) 1948
- Prix de l'Île-de-France (monté) 1949

Places en classiques
- 2e Prix du Président de la République (monté) 1947
- 2e Prix des Centaures (monté) 1947
- 3e Critérium des 4 ans (attelé) 1947
- 3e Prix de Sélection (attelé) 1947

## Origines
| Origines de Venutar (mâle) - 1943 - alezan. | Origines de Venutar (mâle) - 1943 - alezan. | Origines de Venutar (mâle) - 1943 - alezan. | Origines de Venutar (mâle) - 1943 - alezan. |
| ------------------------------------------- | ------------------------------------------- | ------------------------------------------- | ------------------------------------------- |
| Père Piorin                                 | Amoy                                        | Quarteron                                   | King                                        |
| Père Piorin                                 | Amoy                                        | Quarteron                                   | Quenotte                                    |
| Père Piorin                                 | Amoy                                        | Nanterre                                    | Urgent                                      |
| Père Piorin                                 | Amoy                                        | Nanterre                                    | Hirondelle                                  |
| Père Piorin                                 | Furbaine                                    | Unieux                                      | Kentucky                                    |
| Père Piorin                                 | Furbaine                                    | Unieux                                      | Quiz                                        |
| Père Piorin                                 | Furbaine                                    | Urbaine                                     | Paladin                                     |
| Père Piorin                                 | Furbaine                                    | Urbaine                                     | Olivette                                    |
| Mère La Mareuillaise                        | Barroso                                     | Intermède                                   | Bémécourt                                   |
| Mère La Mareuillaise                        | Barroso                                     | Intermède                                   | Belle Poule                                 |
| Mère La Mareuillaise                        | Barroso                                     | Herminia                                    | Urffe                                       |
| Mère La Mareuillaise                        | Barroso                                     | Herminia                                    | Altesse                                     |
| Mère La Mareuillaise                        | Rebelle                                     | Diamant                                     | Harley (an)                                 |
| Mère La Mareuillaise                        | Rebelle                                     | Diamant                                     | Sainte Alliance                             |
| Mère La Mareuillaise                        | Rebelle                                     | Une                                         | Marengo                                     |
| Mère La Mareuillaise                        | Rebelle                                     | Une                                         | Orgueilleuse                                |